# Progress M-51
Progress M-51 (ryska: Прогресс М-51) eller som NASA kallar den, Progress 16 eller 16P, var en rysk obemannad rymdfarkost som levererade förnödenheter, syre, vatten och bränsle till rymdstationen ISS. Den sköts upp med en Sojuz-U-raket från kosmodromen i Bajkonur den 23 december 2004 och dockade med ISS den 25 december. Efter att ha lastats ur och senare fyllts med sopor lämnade farkosten rymdstationen den 27 februari 2005.
Under ett antal dagar gjordes flera experiment och den 9 mars 2005 brann farkosten som planerat upp i jordens atmosfär.

### Fotnoter
1. ↑  ”NASA Space Science Data Coordinated Archive” (på engelska). NASA. https://nssdc.gsfc.nasa.gov/nmc/spacecraft/display.action?id=2004-051A. Läst 1 mars 2020.
2. ↑  Manned Astronautics - Figures & Facts Arkiverad 10 oktober 2007 hämtat från the Wayback Machine., läst 15 juli 2016.
3. ↑  Russianspaceweb Arkiverad 4 juni 2009 hämtat från the Wayback Machine., läst 30 december 2016.